# David Valesky
David J. Valesky (n. circa 1966) es un político estadounidense y exmiembro del Senado del Estado de Nueva York. Como demócrata, Valesky representó el Distrito Senatorial 53 y el Distrito Senatorial 49 en la Parte Alta del Estado de Nueva York.

## Carrera
Valesky fue elegido por primera vez para el Senado Estatal en 2004,tras derrotar a la senadora Nancy Larraine Hoffmann (R-Fabius), quien había ocupado el cargo casi dos décadas.Tom Dadey se enfrentó a Hoffman en las primarias republicanas.Si bien Hoffmann derrotó a Dadey,este último permaneció en la contienda por un tercer partido. Valesky se impuso en la contienda a tres bandas.Asumió el cargo de senador estatal en enero de 2005.
En 2011, Valesky se unió a Jeffrey D. Klein, Diane Savino y David Carlucci para formar la Conferencia Demócrata Independiente (IDC).El 16 de abril de 2018, la IDC se disolvió y Valesky regresó a la Conferencia Demócrata del Senado.
En las primarias demócratas de 2018, Valesky fue derrotado por Rachel May.Valesky recibió el 46,66% de los votos en las primarias frente al 50,47% de May.Los ocho exmiembros del IDC se enfrentaron a candidatos progresistas en las primarias de 2018, y seis fueron derrotados.